# Halstano da Suécia
Halstano (em latim: Halstanus; c. 1050 – 1084) – conhecido na Suécia como Halsten – foi rei da Suécia de 1067 a 1070.
                                                                                                                 Era filho do rei Estenquilo (Stenkil) e de sua esposa, de nome desconhecido.                                                                                                    Foi casado com uma esposa, também de nome desconhecido, com quem teve dois filhos, que viriam a ser reis mais tarde - Filipe e Ingo.
                                                                        Foi escolhido para rei em 1067, num período turbulento, depois de dois reis com o mesmo nome Erik terem disputado o trono por volta de 1066-1067e acabado por cair e desaparecer de cena. O próprio Halsten foi expulso por volta de 1070.                                                                                                                                                                                                                                                                                                                                                 

Em sétimo lugar estava o rei Halsten, irmão do rei Inge, cortês e de boa índole. Desempenhava bem todas as tarefas que lhe eram confiadas. Por isso, a Suécia lamentou a sua partida e morte.

— Kungalängden (escrita por volta de 1240 pelo ”Padre de Vidhem” e anexada à Lei da Västergötland; conservada no manuscrito KB B 59 da Biblioteca Nacional da Suécia

As fontes históricas existentes são poucas e contraditórias: Está incluído na Lista dos Reis da Suécia (Kungalängden) anexada à Lei da Gotalândia Ocidental (Västgötalagen; século XIII), e está mencionado na Saga de Hervör (século XIII), assim como na Gesta Hammaburgensis Ecclesiae Pontificum (século XI) do historiador medieval Adão de Bremen.                          
De acordo com esses textos, o governo de Halstano teria sido muito influenciado pelo seu irmão Ingo I, com quem teria mesmo governado em conjunto.
Teria sido expulso pelos Suíones, por volta de 1070, que não queriam um rei Gota e cristão. E teria depois sido rei da Gotalândia Ocidental, juntamente com o seu irmão Ingo I, entre 1079 e 1084.[carece de fontes?]